# Nachtkerzenschwärmer

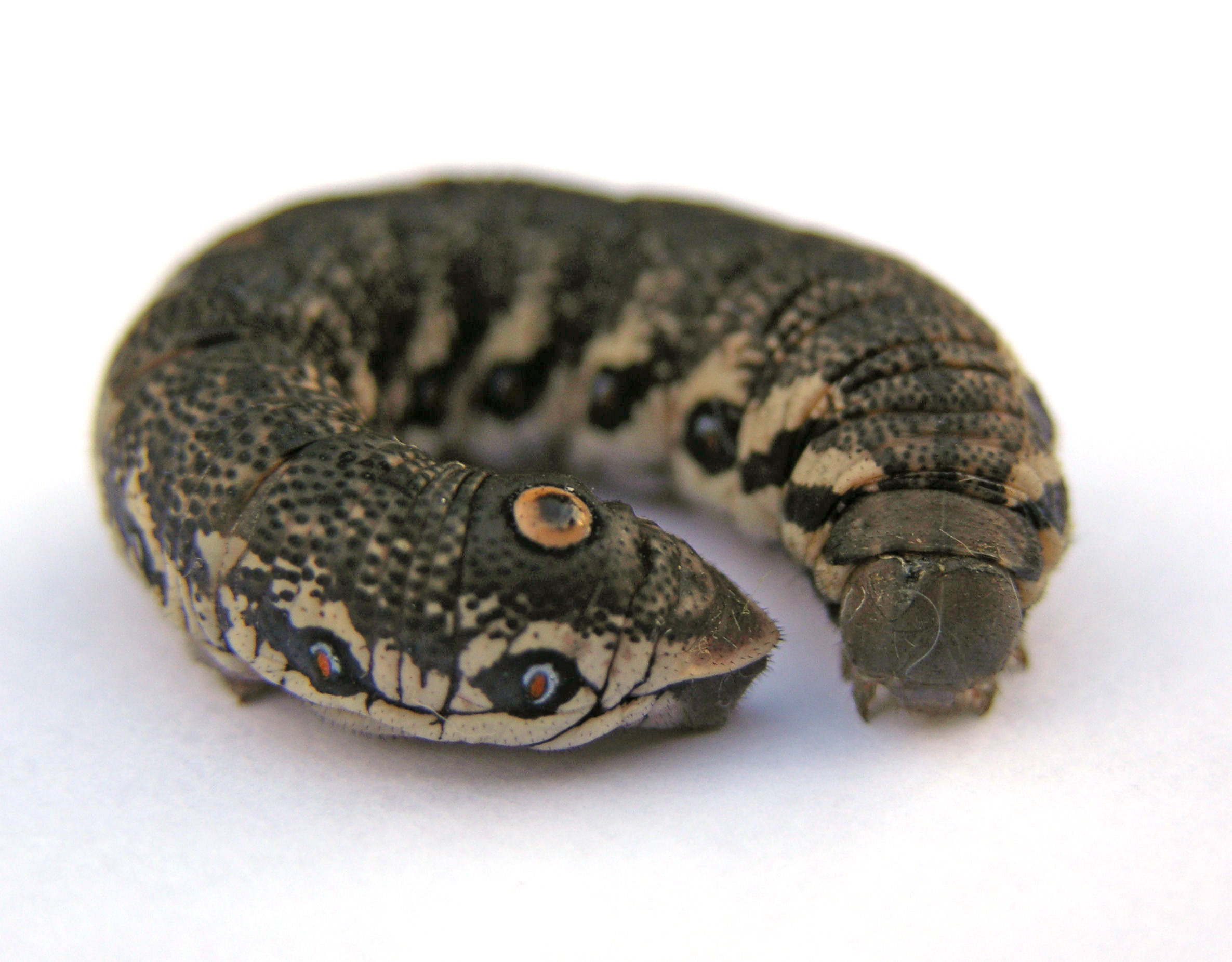
Raupe des Nachtkerzenschwärmers (der Kopf ist rechts)

Der Nachtkerzenschwärmer (Proserpinus proserpina) ist ein Schmetterling (Nachtfalter) aus der Familie der Schwärmer (Sphingidae).

## Merkmale
Der Nachtkerzenschwärmer ist ein mittelgroßer Schmetterling. Seine Vorderflügellänge beträgt etwa 21 Millimeter. In seinem Aussehen ähnelt er dem Taubenschwänzchen, er besitzt jedoch gezackte Außenränder der Flügel und grüne Vorderflügel. Es handelt sich um einen dämmerungs- und nachtaktiven Schwärmer. – Charakteristisch für die Raupen von Proserpinus ist das Fehlen des bei Schwärmer-Raupen üblichen Analhorns. An seiner Stelle findet sich ein das Kopfende vortäuschender Augenfleck.
Erwachsene Raupen sind kurz vor der Verpuppung in der Regel braunschwarz. Junge Raupen sind dagegen grün gefärbt. Die Tiere überwintern als Puppe.

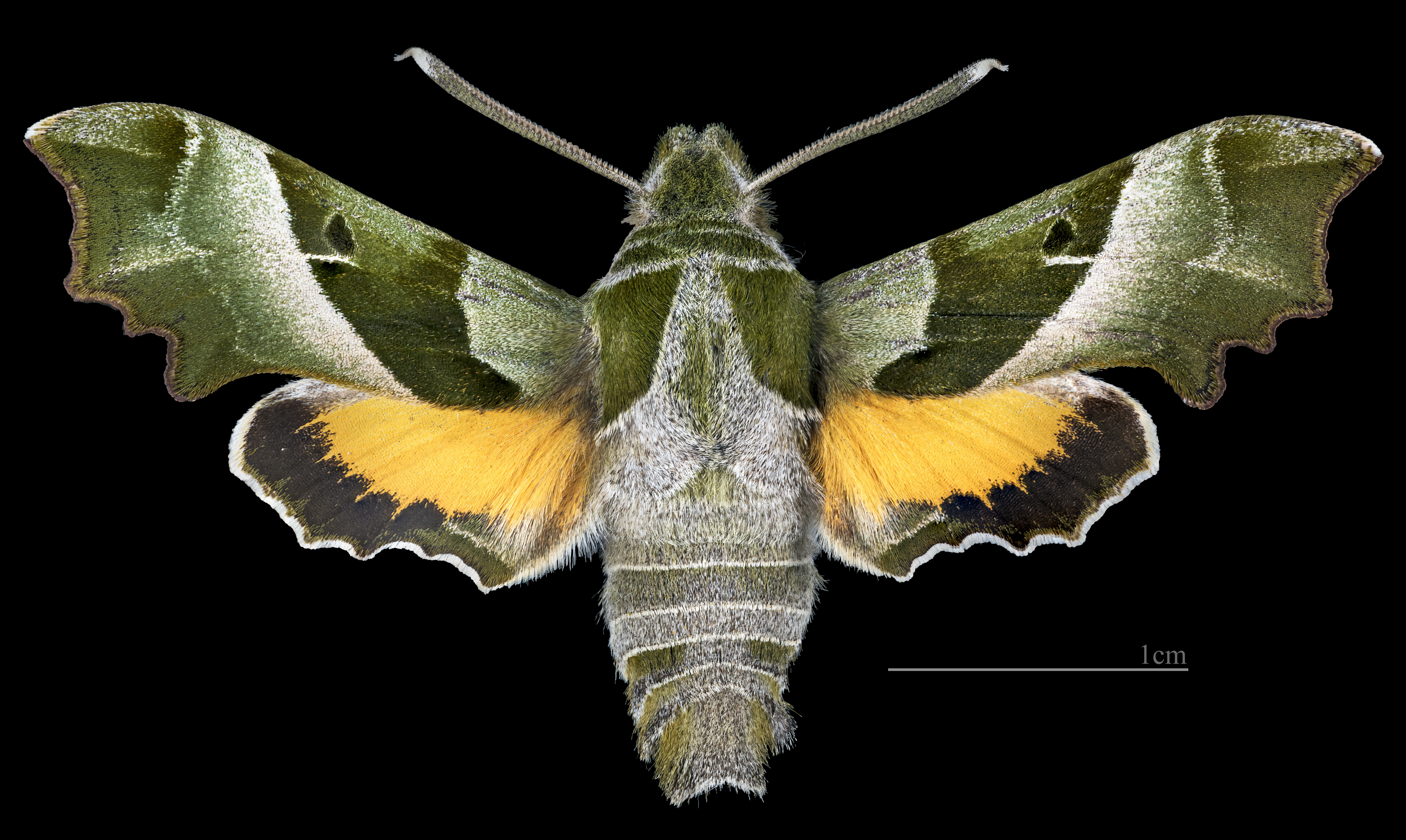
Proserpinus proserpina ♂
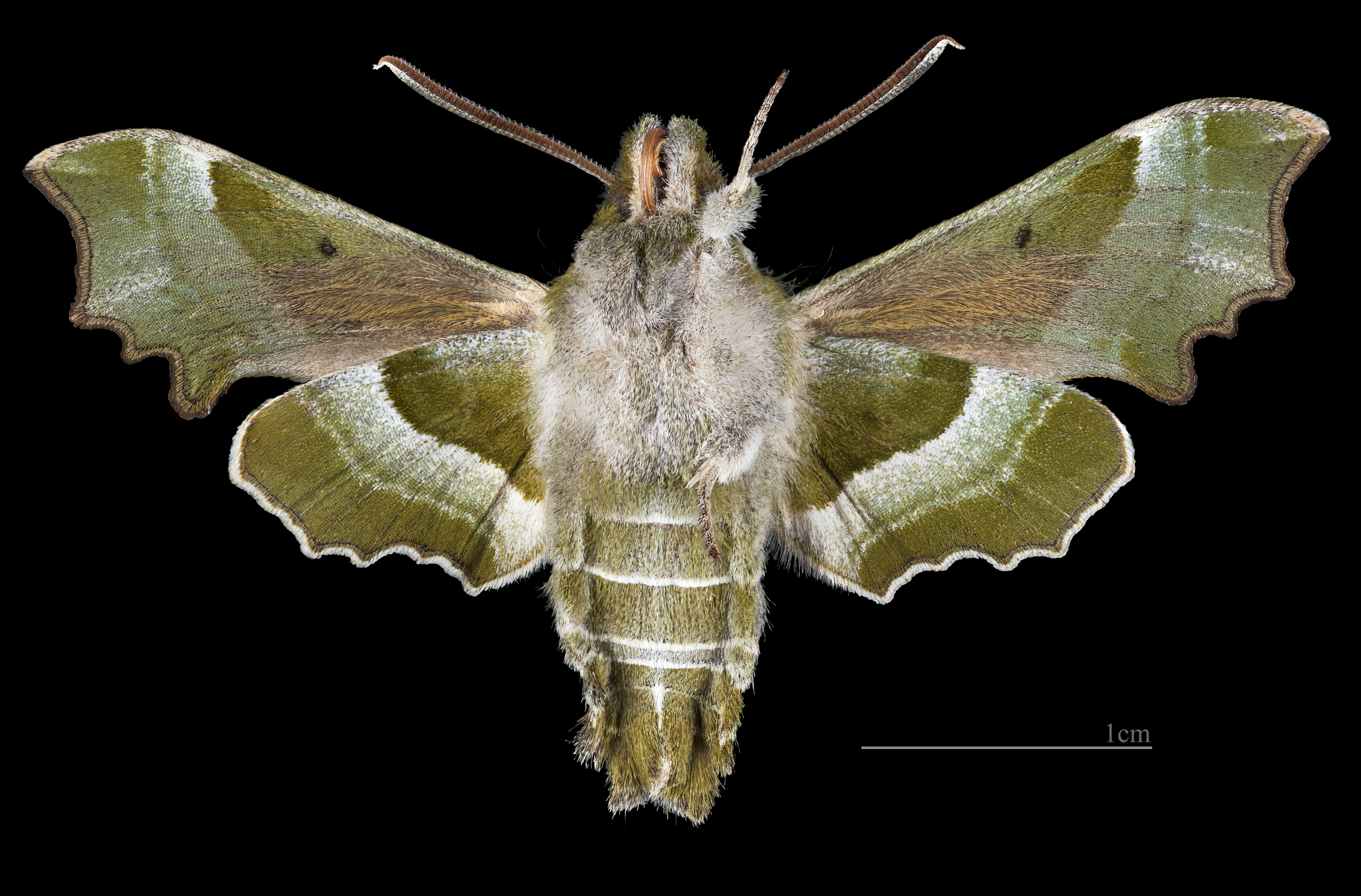
Proserpinus proserpina ♂  △
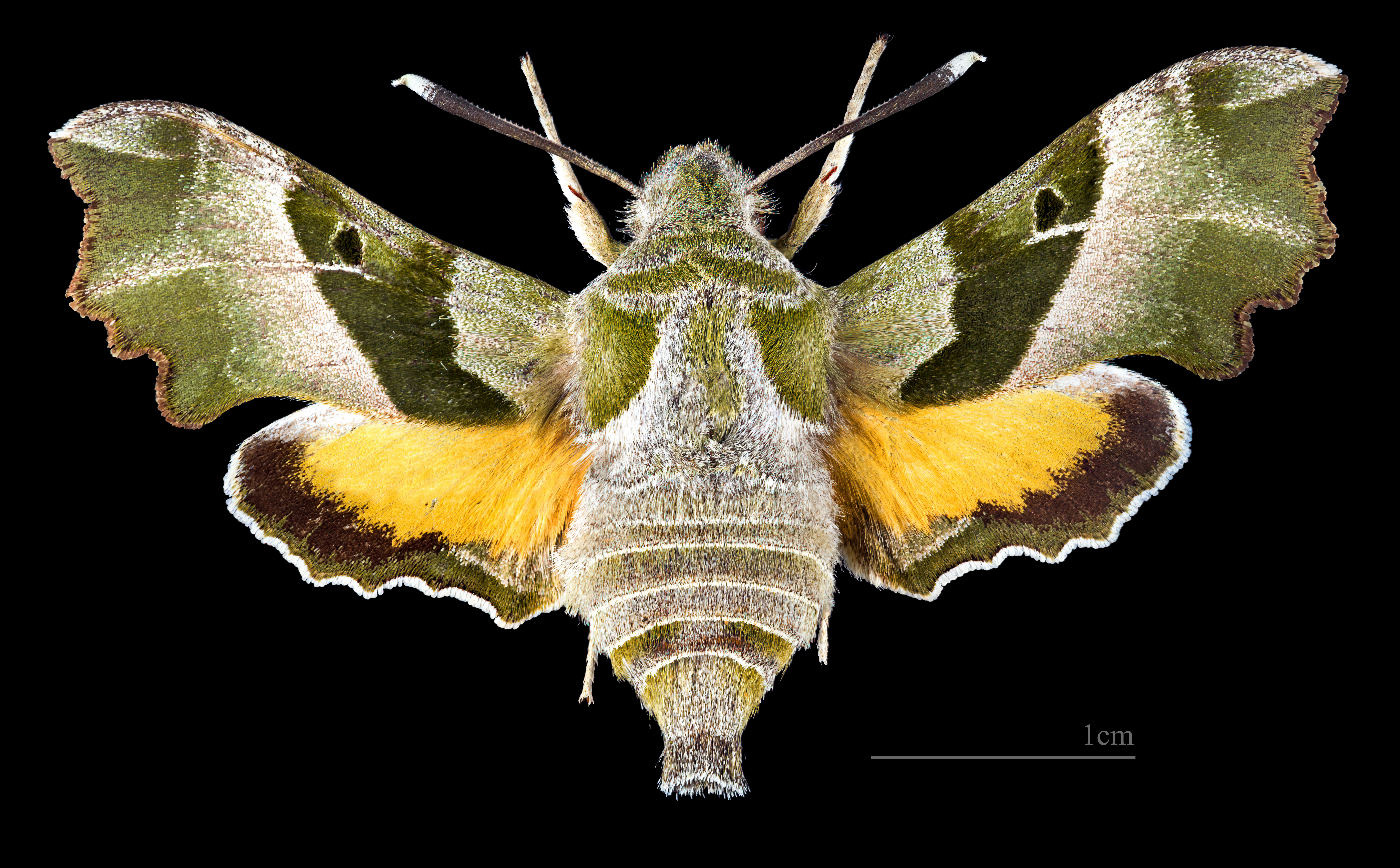
Proserpinus proserpina ♀
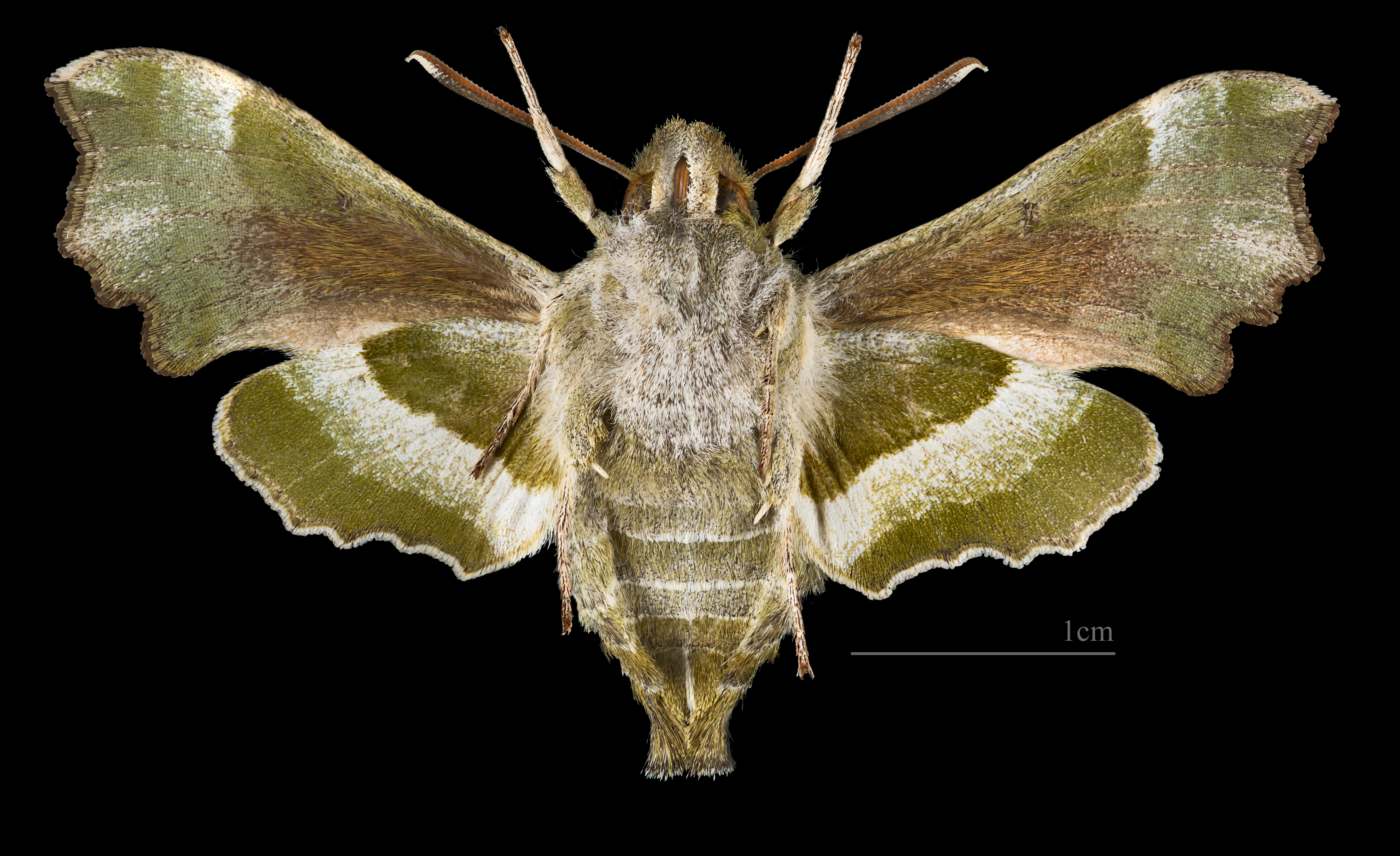
Proserpinus proserpina  ♀ △

### Synonyme
- Spynx proserpina Pallas, 1772 Spicilegia Zool. quibus novae... et obscurae anim. species... illustrantur 1: 26[1]
- Proserpinus aenotheroides Butler, 1876 Proc. zool. Soc. Lond. 1875: 621[1]
- Pterogon gigas Oberthür, 1922[2]
- Pterogon japetus Grum-Grshimailo, 1890[2]
- Sphinx oenotherae Denis & Schiffermüller, 1775 Ankündung syst. Werkes Schmett. Wienergegend: 43, 239[1]
- Sphinx schieffermilleri Fuessly, 1779 Magazin Liebh. Ent. 2: 69[1]

## Vorkommen

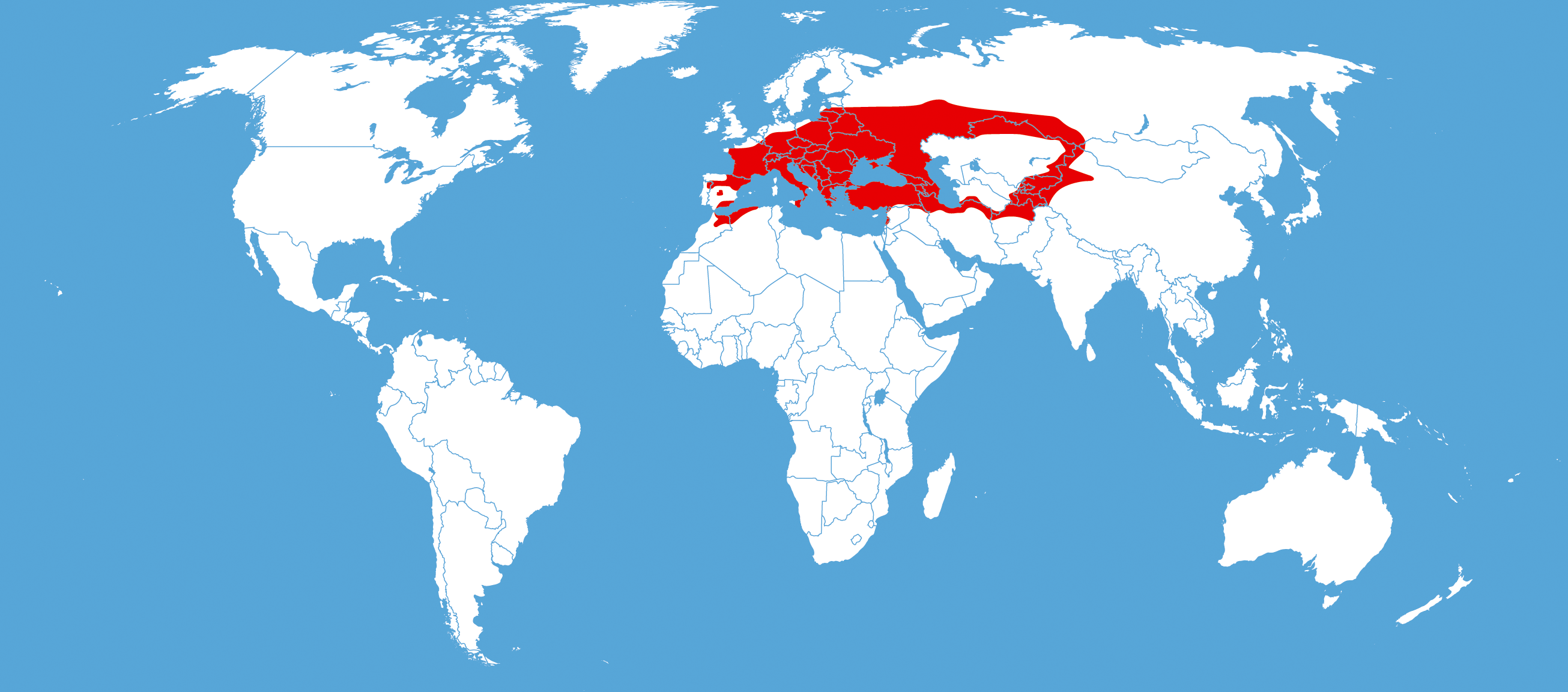
Verbreitung des Nachtkerzenschwärmers

Der Nachtkerzenschwärmer ist in Südeuropa und Mitteleuropa mit Ausnahme von Teilen der Iberischen Halbinsel, wo nur isolierte Vorkommen existieren, und den Mittelmeerinseln verbreitet. Sein Verbreitungsgebiet bildet ein 500 bis 1.000 Kilometer breites Band, welches von den Pyrenäen im Westen bis nach Turkestan im Osten reicht. In Österreich konnte die Art etwa in der Südsteiermark nachgewiesen werden. Auch in Hamburg wurden Exemplare gesehen.

### Flug- und Raupenzeiten
Der Nachtkerzenschwärmer fliegt in Deutschland in einer Generation von Mai bis Mitte Juni. In Abhängigkeit von den klimatischen Bedingungen kann man die Falter bereits ab Ende April und bis Ende Juli beobachten. Die Erscheinungszeit der Raupen ist stark von der Witterung abhängig. In warmen Sommern kann man sie bereits Ende Juni antreffen, in kühlen und feuchten Jahren dagegen erst ab Mitte August.

## Lebensweise
Die Wärme liebenden Raupen des Nachtkerzenschwärmers sind in Mitteleuropa nur an klimatisch begünstigten Stellen zu finden, die gleichzeitig luftfeucht sind. Sie leben oligophag an verschiedenen Arten von Nachtkerzen (Oenothera) meist aber an Weidenröschen (Epilobium). Häufig belegte Nahrungspflanzen sind das Zottige Weidenröschen (Epilobium hirsutum) und das Kleinblütige Weidenröschen (Epilobium parviflorum), welche an Feuchtstandorten wie Bachufern und Wiesengräben anzutreffen sind. Selten werden Raupen am Schmalblättrigen Weidenröschen (Epilobium angustifolium), das auf Schlagfluren wächst, gefunden. Typische Fundstellen sind auch Sandgruben und Kiesabbaustellen, die mit Nachtkerzenarten wie der Gemeinen Nachtkerze (Oenothera biennis) bewachsen sind.

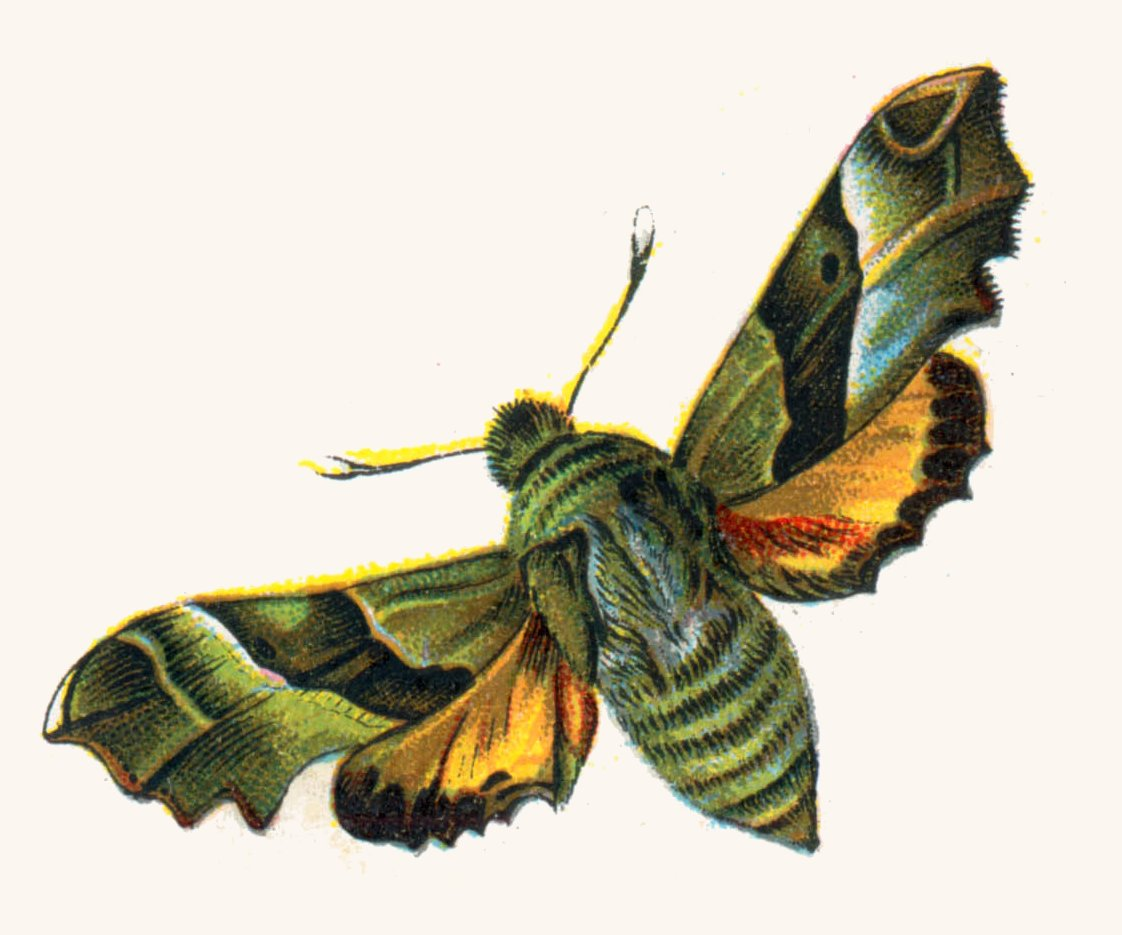
Abbildung der Art auf einer chromolithographischen Tafel von F. Nemos (1895)

Ebert nennt folgende Nahrungspflanzen:
- Schmalblättriges Weidenröschen (Epilobium angustifolium)
- Rosmarin-Weidenröschen (Epilobium dodonaei)
- Zottiges Weidenröschen (Epilobium hirsutum)
- Kleinblütiges Weidenröschen (Epilobium parviflorum)
- Vierkantiges Weidenröschen (Epilobium tetragonum)
- Weidenröschen (Epilobium spec.)
- Nachtkerzen (Oenothera spec.)

Ähnlich wie die Raupen des Mittleren Weinschwärmers kann man die Raupen jedoch auch auf Fuchsien finden, die in Kübeln auf Balkon oder Terrasse gepflanzt sind.
Die Falter besitzen einen gut ausgebildeten Saugrüssel und sind auf das Vorhandensein nektarreicher Blüten angewiesen, die in der Dämmerung besucht werden. Zu den Nektarpflanzen zählen verschiedene Vertreter aus den Familien der Nelkengewächse (Caryophyllaceae), Geißblattgewächse (Caprifoliaceae) und Schmetterlingsblütler (Fabaceae).

## Schutz
Als eine von 16 Schmetterlingsarten ist der Nachtkerzenschwärmer im Anhang IV der FFH-Richtlinie gelistet; er genießt damit einen EU-weiten Schutzstatus. In der Schweiz ist der Nachtkerzenschwärmer nach der schweizerischen Verordnung über den Natur- und Heimatschutz Art. 20 Abs. 2, Anhang 3, geschützt.